# Томпак (село)
Томпа́к (каз. Томпақ) — село у складі Акжаїцького району Західноказахстанської області Казахстану. Входить до складу Тайпацького сільського округу.
У радянські часи село називалось Краснояри.
Населення — 265 осіб (2021; 299 у 2009, 399 у 1999, 381 у 1989).